# Lasiognathus intermedius
Lasiognathus intermedius is een straalvinnige vissensoort uit de familie van armvinnigen (Thaumatichthyidae). De wetenschappelijke naam van de soort is voor het eerst geldig gepubliceerd in 1996 door Bertelsen & Pietsch.